# Estreito de Cabot

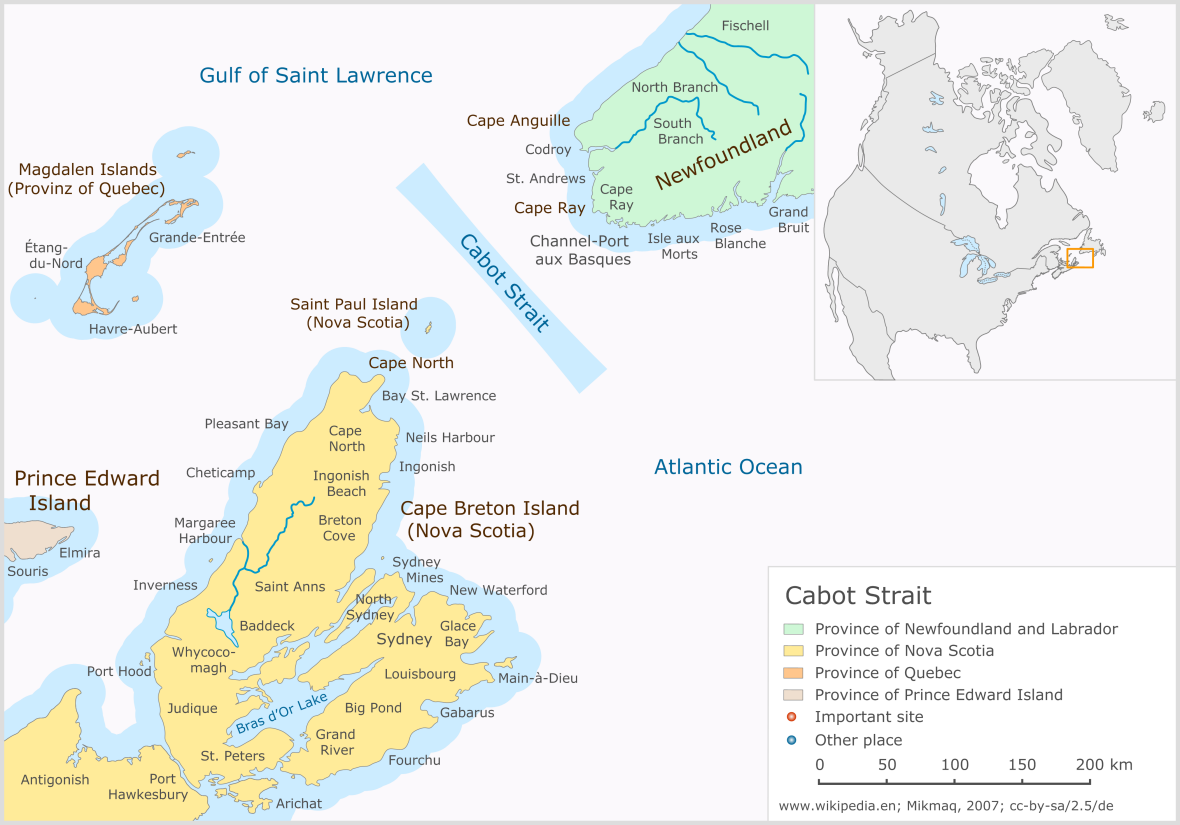
O estreito de Cabot, ao norte da ilha Cape Breton, Nova Escócia, Canadá.

O estreito de Cabot (em francês:  détroit de Cabot; em inglês:  Cabot strait) é um estreito no nordeste do Canadá com cerca de 110 km de largura entre o cabo Ray, Terra Nova, e o Cabo North, na Ilha Cape Breton. É a mais larga das três saídas do golfo de São Lourenço para o oceano Atlântico, sendo as outras o estreito de Belle Isle e o estreito de Canso. Recebeu o seu nome em homenagem ao explorador genovês Giovanni Caboto.
A batimetria do estreito não é uniforme, com o canal Laurentian a criar uma funda via pelo centro, enquanto as águas costeiras são muito pouco profundas. Estas condições batimétricas são conhecidas pelos marinheiros desde há séculos e propiciam a ocorrência de vagalhões perigosos. Em 1929 a zona foi varrida por um tsunami que devastou as localidades ao longo da costa sul da Terra Nova e partes da ilha Cape Breton.